# Lu Chunlong
Lu Chunlong (xinès simplificat: 陆春龙; xinès tradicional: 陸春龍; pinyin: Lù Chūnlóng) (Jiangyin, República Popular de la Xina, 1989) és un gimnasta xinès, especialitzat en trampolí i guanyador de dues medalles olímpiques.

## Biografia
Va néixer el 8 d'abril de 1989 a la ciutat de Jiangyin, població situada a la província de Jiangsu (República Popular de la Xina).

## Carrera esportiva
Va participar, als 19 anys, en els Jocs Olímpics d'Estiu de 2008 realitzats a Pequín (República Popular de la Xina), on va aconseguir guanyar la medalla d'or en la prova masculina de trampolí. En els Jocs Olímpics d'Estiu de 2012 celebrats a Londres (Regne Unit) va aconseguir guanyar la medalla de bronze en aquesta mateixa prova.
Al llarg de la seva carrera ha guanyat tres medalles en el Campionat del Món de trampolí, dues d'elles d'or, i una medalla de plata als Jocs Asiàtics.